# Осташёв, Аркадий Сергеевич
Аркадий Сергеевич Осташёв (14 января 1929 — 22 ноября 2002) — советский киргизский художник и публицист, Заслуженный деятель искусств Киргизской ССР (1978), Народный художник Республики Кыргызстан (2001). Член Союза художников СССР с 1956 года, председатель художественного фонда Киргизской ССР.

## Биография
Аркадий Сергеевич Осташёв родился 14 января 1929 года в селе Никольское (ныне Никольский сельсовет) Волоколамского района Московской области в семье учителей.
Годы войны провёл в эвакуации в селе Алексеевка (Саратовская область). Окончил Саратовское художественное училище (1945—1949) под руководством Б. В. Миловидова и В. А. Гурова — дипломная работа: «Маяковский — поэт революции». Тогда же участвовал в первой своей выставке художников Поволжья в Саратове.
В 1949—1955 годах Осташёв учился в Ленинградском художественном институте живописи, скульптуры и архитектуры имени И. Е. Репина Академии художеств СССР на графическом факультете под руководством известных художников Л. Ф. Овсянникова, П. П. Белоусова и А. Ф. Пахомова. Свою дипломную работу посвятил той же теме, что и в Саратове, изобразив серию эстампов. С 1956 года — член Союза художников СССР.
По окончании института А. С. Осташёв переехал во Фрунзе, где стал старшим художественным редактором Киргизучпедгиза и начал работу по художественному оформлению и иллюстрированию киргизской литературы в издательстве «Меткеп», а также в станковой графике. В 1956 году совершил творческую поездку в Юрьевку вместе с живописцем Ф. М. Стукошиным, с тех пор ежегодно до 1975 года совершал ежегодные творческие поездки в родные края, в Волоколамск. Регулярно участвовал в республиканских, межреспубликанских и всесоюзных выставках: их экспонатами были серии гравюр Осташёва «Токтогул в ссылке», «Базар», «Ош» и отдельные графические листы. В 1958 году — участник выставки в дни декады Киргизского искусства и литературы в Москве, возглавил киргизскую студию молодых художников, работающих в издательствах Киргизской ССР. В 1960 году совершил творческую поездку в Иссык-Куль, тогда же занял должность председателя комиссии по работе с молодыми художниками (до 1965). С 1963 года совершил несколько творческих поездок в Ош, в 1964 году назначен главным художником Госкомиздата Киргизской ССР (Госполиграфиздата), где работал с перерывами до 1979 года, занимая пост ответственного секретаря Союза художников Киргизской ССР.
Осташёв работал в станковой и книжной графике, в техниках линогравюры, акварели, пастели, рисунка. Он прославился благодаря иллюстрациям к ряду художественных произведений киргизской литературы: «Первый учитель» (Ч. Айтматов), «Жить хочется» (М. Абдукаримов), «Смех Куйручука» (К. Бектенов), «Певца послушай, молодёжь» (Токтогул), за которые награждался дипломами и грамотами межреспубликанских и всесоюзных конкурсов на лучшие книги. Также характерным для него было обращение к историко-биографической теме (Рембрандт, Достоевский, Пушкин, Некрасов, Токтогул, Айтматов). Он был участником совместной групповой выставки с работами М. Оморкулова и Г. Тупого в 1967 году, а также работал в Доме творчества имени К. Коровина в Гурзуфе. Избирался членом ревизионной комиссии Союза художников Киргизии (председатель секции графики до 1982 года). Организатор персональной выставки в 1981 году и выставки пастелей в 1982 году (вместе с Т. Герценом). В 1982—1987 годах — заместитель председателя Союза художников Киргизской ССР и председатель Художественного фонда Киргизской ССР. Неоднократно совершал творческие поездки в Москву в 1984—1988 годах, работая над циклом пастелей о Москве. В 1989 году провёл выставку, посвящённую 60-летию со дня рождения.
Работы Аркадия Осташёва находятся в Государственной Третьяковской галерее, Киргизском национальном музее искусств имени Гапара Айтиева, московском музее В. И. Ленина, Государственном литературном музее, Государственном музее В. В. Маяковского и других музеях России и зарубежья, а также в частных коллекциях российских и иностранных коллекционеров живописи. Произведения экспонировались не только на выставках СССР, но и в Бирме, Цейлоне, Румынии, Дании, Швеции, Монголии и в других странах. Осташёв также является автором десятков статей и эссе на русском и киргизском языках, посвящённых темам от профессиональных комментариев и корпоративных диспутов до художественных заметок и философских этюдов.

## Образцы произведений

## Семья
Супруга — детская писательница Нина Платонова.
Дети:
- Сергей (31 декабря 1953 — 9 сентября 2016), музыкант, скрипач, сотрудничал с группами «Машина времени» (1976 год) и «Электроклуб»
- Дмитрий — пропал без вести в 90-е годы.

## Некоторые работы[1]

### Станковые
- Серия «Маяковский — поэт революции». 1955.
- Автолитография. 3 листа. Отара в степи. 1956. Бумага, акварель. 23,6x35,2.
- Серия «Токтогул в ссылке».1957-1958.
- Цветная линогравюра. 3 листа. Айна. 1958. Бумага, акварель. 31x25.
- Серия «Базар». 1960. Линогравюра. 3 листа.
- Перед экзаменом. Студентка. 1962. Акварель. 32x29.
- Улан идет. 1962. Линогравюра. 29,5x58.
- Ликбез. Первый учитель. 1963. Линогравюра. 65x119,5.
- В школу. 1963. Линогравюра. 59,5x40.
- В окрестностях Оша. 1963. Линогравюра. 61,3x40,4.

### Иллюстрации к произведениям
- М. Абдукаримов. «Жить хочется». 1961.
- Ч. Айтматов. «Первый учитель». 1963.
- Токтогул. Избранное. 1964.
- К. Бектенов. «Смех Куйручука». 1964.
- Н. Платонова. «Книжка эта про поэта». 1965.
- А. С. Пушкин. Избранное. 1970.
- Н. Некрасов. Избранное. 1971.
- Т. Сатылганов. Избранное. 1976.
- Р. Бернс. «В горах мое сердце». 1978.
- А. С. Пушкин. «Маленькие трагедии». 1980.

## Награды[1]
- Медаль «За трудовое отличие» (1 ноября 1958) — за выдающиеся заслуги в развитии киргизского искусства и литературы и в связи с декадой киргизского искусства и литературы в городе Москве
- Бронзовая медаль ВДНХ СССР (1962, 1974)
- Серебряная медаль ВДНХ СССР (1965)
- Медаль «За доблестный труд. В ознаменование 100-летия со дня рождения Владимира Ильича Ленина» (1970)
- Нагрудный знак «Отличник печати» (1974)
- Почётная грамота Верховного Совета Киргизской ССР (1976)
- Заслуженный деятель искусств Киргизской ССР (1978)
- Народный художник Республики Кыргызстан (2001)